# General Aircraft Hotspur
Дженерал Ейркрафт Хотспур (англ. General Aircraft G.A.L. 48 Hotspur) — британський військово-транспортний планер часів Другої світової війни.

## Історія

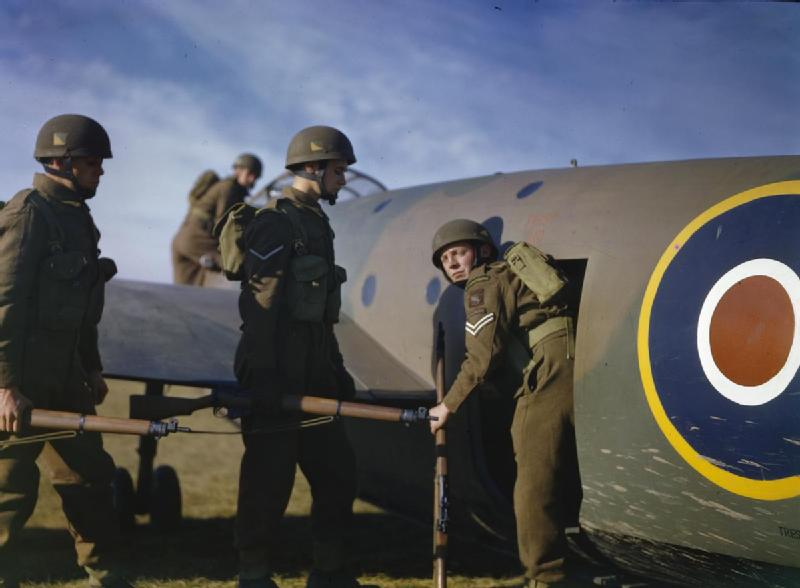
Тренування десантиків з Hotspur. Листопад 1942.

Сворений за специфікацією X.10/40 малий десантний планер G.A.L. 48 Hotspur був британською відповіддю на німецький DFS 230, який успішно використовувався під час захоплення Бельгії. Ще до побудови прототипів, в серпні 1940 року британське командування замовило в компанії General Aircraft 400 планерів. Перший екземпляр Hotspur Mk.I був готовий вже в жовтні і це був суцільно-дерев'яний планер з фанерною обшивкою. За схемою це був балочний середньоплан з широкими закрилками на задній стороні крила. Шасі складалось з двох коліс на армотизаторі в крилах відразу поблизу фюзеляжу і хвостової опори, а для посадки на жорстку поверхню, колеса могли відкидатись і літак мав сідати на гумові блоки під центральною частиною фюзеляжу. Планер мав перевозити шість десантників на місцях по обидві сторони екіпажу і двох пілотів в кабіні.
Випробування Hotspur показали, що запланована відстань планерування в 161 км при спуску з висоти 6100 метрів не досягалась, тому в бойових діях планер не використовувався. Тим не менш, він став основним навчальним планером для десантників і був побудований в кількості 1015 штук, більшість з яких на мебельній фабриці Harris Lebus в Тоттенемі. Окрім першої модифікації серійно випускались ще дві: Mk.II з вкороченими крилами, подвійним керуванням і переробленими закрилками, а також Mk.III який мав повне дублювання приладів керування, включно з усіма датчиками і гальмівні засоби на хвості. Варіант планера з двома фюзеляжами Twin Hotspur для перевезення 15 десантників не вийшов за стадію прототипа.

## Тактико-технічні характеристики

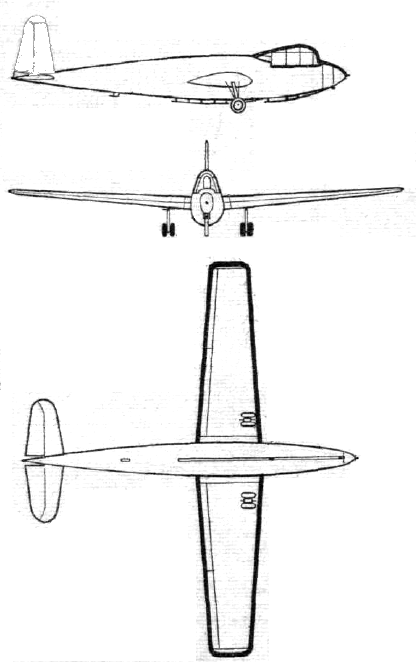

Дані з Concise Guide to British Aircraft of World War II 

### Технічні характеристики
- Екіпаж: 2 особи
- Пасажиромісткість: 6 осіб
- Довжина: 11,98 м
- Висота: 3,30 м
- Розмах крила: Mk.I — 18,87 м, Mk.II — 13,99 м
- Площа крила: 25,27 м ²
- Маса порожнього: 754 кг
- Максимальна злітна маса: 1632 кг

### Льотні характеристики
- Максимальна швидкість (на буксирі): 209 км/год
- Максимальна швидкість (планер): 145 км/год
- Швидкість приземлення: 90 км/год
- Дальність планування: з висоти 6100 м — 134 км.